# 开放获取知识库联盟
开放获取知识库联盟（Confederation of Open Access Repositories, 缩写COAR）是一个成立于2009年10月的国际性联盟组织，旨在推动全球开放获取知识库的发展与互联。COAR联合了来自世界各地的150多家机构，包括高等教育、研究机构及其他相关组织，目标是构建一个全球知识基础设施，以扩大科学研究成果的可见度并促进其广泛应用:114。

## 成立背景
COAR的成立起源于2005至2009年期间由欧盟委员会资助的欧洲数字知识库基础设施展望项目（Digital Repository Infrastructure Vision for Europe, DRIVE）。该项目提出了建立全球性知识库组织的必要性，从而促成了COAR的诞生。自成立以来，COAR迅速成长为一个覆盖欧洲、亚洲、拉丁美洲和北美洲等地区的国际联盟。:114,118

## 主要目标
COAR的目标是通过构建开放获取数字知识库的全球网络，推动研究成果的共享与应用，具体包括:118-119：
- 扩大研究成果的可见度。
- 促进知识库的标准化及互操作性。
- 提升知识库内容的存储与管理策略。
- 推动与出版商及其他利益相关方的合作。
- 为知识库管理者和从业者提供专业支持及交流平台。

## 组织架构
COAR由执行董事会、执行董事及其下属办公室共同管理，下设3个工作组，每个工作组负责不同领域的任务:114，119。其运营资金主要来源于会员费、赞助以及会员机构的资助:119。